# Ян Котлярчик
Ян Анджей Котлярчик (пол. Jan Andrzej Kotlarczyk; нар. 22 листопада 1903, Краків, Австро-Угорщина — пом. 18 липня 1966, Краків, Польща) — польський футболіст та тренер, виступав на позиції півзахисника. Багаторічний гравець краківської «Вісли». Брат Юзефа.

## Життєпис
Вихованець «Надвісляна». Кольори «Вісли» захищав протягом 14 років. Дебютував у 1922 році. Двічі ставав чемпіоном Польщі (1927, 1928), тріумфував також у дебютному розіграші кубку Польщі 1926 року. Один з найкращих гравців тогочасної Польщі, разом з братом забезпечував атакувальну міць довоєнної «Вісли» та національної збірної. Спортивну кар'єру завершив у 1936 році.
Дебютував за збірну 10 червня 1928 року в поєдинку проти Сполучених Штатів, востаннє в футболці збірної виходив на поле в 1935 році. У складі «біло-червоних» виходив на поле 20 разів, в одному з яких був капітаном команди.
Похований на Раковицькому цвинтарі в Кракові.